# ریموند سومر
ریموند سومر (فرانسوی: Raymond Sommer‎؛ زادهٔ ۳۱ اوت ۱۹۰۶ در موزن، آردنس، درگذشتهٔ ۱۰ سپتامبر ۱۹۵۰ در تارن-ا-گارون) رانندهٔ مسابقات اتومبیل‌رانی اهل فرانسه بود که در فصل ۱۹۵۰ در مجموع در پنج گراند پری از مسابقات جهانی فرمول یک شرکت کرد.
او در طول دوران فعالیت خود در فرمول یک تنها ۳ امتیاز را به نام خود به‌ثبت رساند.
سومر در ۱۰ سپتامبر ۱۹۵۰ بر اثر واژگون شدن خودرو به‌هنگام مسابقه در تارن-ا-گارون درگذشت.